# Gloydius shedaoensis
Gloydius shedaoensis este o specie de șerpi din genul Gloydius, familia Viperidae, descrisă de Zhao 1979. A fost clasificată de IUCN ca specie vulnerabilă. Conform Catalogue of Life specia Gloydius shedaoensis nu are subspecii cunoscute.